# Contre
Contre – miejscowość i gmina we Francji, w regionie Hauts-de-France, w departamencie Somma.
Według danych na rok 1990 gminę zamieszkiwały 73 osoby, a gęstość zaludnienia wynosiła 7 osób/km² (wśród 2293 gmin Pikardii Contre plasuje się na 924. miejscu pod względem liczby ludności, natomiast pod względem powierzchni na miejscu 422.).